# Thomas Barras
Thomas Barras (* 7. Januar 1994 in Staines-upon-Thames) ist ein britischer Ruderer, der bei den Weltmeisterschaften 2017 Dritter im Einer war sowie 2021 Olympiazweiter und 2022 Weltmeisterschaftszweiter im Doppelvierer.

## Sportliche Karriere
Thomas Barras belegte bei den Junioren-Weltmeisterschaften 2012 den zwölften Platz mit dem Doppelvierer. 2014 und 2015 nahm er im Doppelvierer an den U23-Weltmeisterschaften teil, verpasste aber jeweils das B-Finale. Bei den U23-Weltmeisterschaften 2016 erreichte er im Einer das A-Finale und belegte den fünften Platz.
Bei den Europameisterschaften 2017 ruderten Thomas Barras, Jack Beaumont, Jonathan Walton und Peter Lambert im Doppelvierer auf den vierten Platz mit 0,25 Sekunden Rückstand auf die drittplatzierten Italiener. Vier Monate später trat Barras im Einer bei den Weltmeisterschaften 2017 in Sarasota an und gewann die Bronzemedaille hinter dem Tschechen Ondřej Synek und dem Kubaner Ángel Fournier. 2018 kehrte Barras in den Doppelvierer zurück. Im Ruder-Weltcup gewann der britische Doppelvierer zwei von drei Regatten. Bei den Europameisterschaften 2018 in Glasgow belegte der britische Doppelvierer den sechsten Platz. Anderthalb Monate später ruderte der britische Doppelvierer auf den siebten Platz bei den Weltmeisterschaften 2018 in Plowdiw. 2019 startete Barras wieder im Einer. Er belegte den siebten Platz bei den Europameisterschaften in Luzern und den 14. Platz bei den Weltmeisterschaften in Linz/Ottensheim. 2021 ruderte der britische Doppelvierer in der Besetzung Harry Leask, Angus Groom, Thomas Barras und Jack Beaumont. Die Briten belegten den fünften Platz bei den Europameisterschaften in Varese. Drei Monate später qualifizierte sich die Crew bei den Olympischen Spielen in Tokio über den Hoffnungslauf für das Finale. Im Finale erreichten die Briten den zweiten Platz hinter den Niederländern und vor den Australiern.
Im Jahr darauf belegte der neu zusammengesetzte Doppelvierer mit Harry Leask, George Bourne, Matthew Haywood und Thomas Barras den vierten Platz bei den Europameisterschaften 2022. Einen Monat später gewannen die Crew bei den Weltmeisterschaften in Račice u Štětí die Silbermedaille hinter dem polnischen Doppelvierer.2023 wurde Barras mit dem britischen Doppelvierer in der Besetzung Callum Dixon, George Bourne, Matthew Haywood und Thomas Barras sowohl bei den Europameisterschaften in Bled als auch bei den Weltmeisterschaften in Belgrad jeweils Vierter. 2024 trat der britische Doppelvierer in der Besetzung Callum Dixon, Thomas Barras, Matthew Haywood und Graeme Thomas an. Die Crew wurde sowohl bei den Europameisterschaften in Szeged als auch bei den Olympischen Spielen in Paris Vierte.